# East 105th Street
East 105th Street is een station van de metro van New York aan de Canarsie Line in het stadsdeel Brooklyn